# Штурценеггер, Федерико
Федерико Адольфо Штурценеггер (исп. Federico Adolfo Sturzenegger; род. 11 февраля 1966, Руфино) — аргентинский экономист, политический и государственный деятель, председатель Центрального банка (2015—2018), министр дерегулирования и государственных преобразований (с 2024).

## Биография
Родился 11 февраля 1966 года в Руфино, провинция Санта-Фе, Аргентина, в семье швейцарского происхождения.
Окончил Национальный университет Ла-Платы, после чего получил докторскую степень в Массачусетском технологическом институте. После окончания обучения Штурценеггер стал преподавать в Школе управления при Гарвардском университете, а в 1995 году стал главным экономистом крупной нефтяной компании YPF.
В 2001 году президент Фернандо де ла Руа назначил его государственным секретарём по экономической политике при министерстве экономики. В ноябре того же года он ушёл в отставку.
В 2008 году Штурценеггер был назначен главой банка «Banco Ciudad de Buenos Aires» при мэре Буэнос-Айреса Маурисио Макри. В декабре 2013 года он занял пост члена Палаты депутатов Аргентины от Буэнос-Айреса, сохраняя свою должность до декабря 2015 года. После победы Маурисио Макри на президентских выборах, Штурценеггер был назначен председателем Центрального банка Аргентины. Из-за проблем с аргентинской валютой Штурценеггер был вынужден уйти в отставку в июне 2018 года, вернувшись к преподавательской деятельности.
В декабре 2023 года новоизбранный президент Аргентины Хавьер Милей объявил о намерениях провести в стране обширные реформы, назначив Штурценеггера одним из своих ближайших советников.
В июле 2024 года Милей назначил Штурценеггера главой новообразованного министерства дерегулирования и государственных преобразований Аргентины.